# Iridium 33
El Iridium 33 fue un satélite de comunicaciones Iridium estadounidense. Fue lanzado desde el Cosmódromo de Baikonur a las 01:36 GMT de 14 de septiembre de 1997 por un cohete Proton-K.
El 10 de febrero de 2009 colisionó con el satélite Kosmos-2251, quedando los dos completamente destruidos. La NASA anunció que se había generado gran cantidad de basura espacial en el suceso.